# Russ Rankin
Russ Rankin (Santa Cruz, 25 maggio 1968) è un cantante e produttore discografico statunitense, celebre per essere stato il cantante dei Good Riddance e attualmente degli Only Crime.
Forma i Good Riddance nel 1986, pubblicando con il gruppo 8 album di studio, tutti, ad esclusione di Cover Ups, pubblicati dalla Fat Wreck Chords. Il 27 maggio 2007 si scioglie la formazione, il cui ultimo concerto viene poi pubblicato come album live nel 2008 con il titolo Remain in Memory - The Final Show. Nel 2003 forma il supergruppo Only Crime assieme al chitarrista dei Bane Aaron Dalbec. Con gli Only Crime ha attualmente pubblicato due album di studio, entrambi pubblicati dalla stessa etichetta di Fat Mike. È stato anche un componente dei Fury 66 e degli State of Grace, nome del gruppo poi diventato Good Riddance. Ha cantato anche in canzoni di Rise Against, Ensign e Comeback Kid. Recentemente, ha iniziato una carriera da solista, pubblicando una cover di Walk the Line di Johnny Cash, pubblicata nell'album di tributo All Aboard: A Tribute to Johnny Cash.
Rankin è un membro della PETA e del Partito Verde, oltre ad essere straight edge e vegano. È inoltre osservatore regionale per i Kootenay Ice, squadra di hockey su ghiaccio che milita nella Western Hockey League. Scrive regolarmente su AMP Magazine, dove ha una propria colonna.

## Discografia

### Con i Good Riddance
- 1995 - For God and Country
- 1996 - A Comprehensive Guide to Moderne Rebellion
- 1998 - Ballads from the Revolution
- 1999 - Operation Phoenix
- 2001 - Symptoms of a Leveling Spirit
- 2002 - Cover Ups
- 2003 - Bound by Ties of Blood and Affection
- 2006 - My Republic

### Con gli Only Crime

#### Album studio
- 2004 - To the Nines
- 2007 - Virulence

#### EP
- 2007 - Only Crime and Outbreak (split con gli Outbreak)

### Con i Fury 66

#### Album studio
- 2000 - No Perfect Machine (Half Pint)
- 2001 - For Lack of a Better Word (Sessions)
- 2001 - Red Giant Evolution (Sessions)

#### Singoli
- 2001 - Simple Suggestions (Sessions)

### Con gli State of Grace
- 1992 - demo

### Con i Creep Division
- 2003 - Creep Division (Indecision)
- 2003 - Creep Division/I Want Out (split con gli I Want Out, Lorelei)

### Solista
- 2008 - All Aboard: A Tribute to Johnny Cash

### Altri album
- 2000 - Watch Your Back (Riff Raff 500) - produttore
- 2001 - CTRL+Alt+Del (Missing 23rd) - produttore
- 2003 - Promises Made, Promises Kept (Spark of Life) - produttore
- 2005 - Unraveling (Rise Against) - voce di sottofondo
- 2005 - Wake the Dead (Comeback Kid) - voce
- 2007 - Words Of Surrender (Los Dryheavers) - ingegneria vocale, produttore vocale